# رون كوشران
رون كوشران (بالإنجليزية: Ron Cochran)‏ هو صحفي أمريكي، ولد في 20 سبتمبر 1912، وتوفي في 25 يوليو 1994.